# Sickle (U-Boot)
HMS Sickle (Kennung: P224) war ein U-Boot der britischen Royal Navy im Zweiten Weltkrieg.

## Geschichte
Die Sickle (engl.: Sichel) war ein Boot des dritten Bauloses der erfolgreichen S-Klasse. Dieses Baulos wird auch als Seraph-Klasse bezeichnet. Sie wurde am 8. Mai 1941 bei Cammell, Laird & Company im nordwestenglischen Birkenhead auf Kiel gelegt, lief am 27. August 1942 vom Stapel und wurde von der Royal Navy am 1. Dezember 1942 in Dienst gestellt.
Der Kriegsneubau wurde hauptsächlich im Mittelmeer eingesetzt. Der Kommandant des U-Bootes war Lt. James Ralph Drummond. Drummond wurde für seinen Einsatz mit dem Distinguished Service Order ausgezeichnet.
Am 23. April 1943 griff die Sickle vor Sagunt (Spanien) den italienischen Frachter Mauro Croce (1049 BRT) mit zwei Torpedos an. Die Torpedos liefen zu tief. Auch der anschließende Angriff mit 19 Granaten des Deckgeschützes blieb ohne Wirkung.
Die Sickle versenkte am 15. Mai 1943 vor der Côte d’Azur (Frankreich) bei 43° 25′ N, 7° 25′ O den deutschen Hilfs-U-Jäger UJ-2213 / Heureux (1116 BRT) mit Torpedos. Am 21. Mai folgte vor Toulon bei 42° 50′ N, 6° 0′ O ein erfolgloser Torpedoangriff auf das deutsche U-Boot U 755. Am selben Tag und Ort wurde U 303 erfolgreich torpediert. Von der 48-köpfigen Besatzung des deutschen U-Bootes überlebten 28 Mann.
Am 18. und 19. Juli 1943 versenkte das U-Boot im Tyrrhenischen Meer die italienischen Hilfsminensucher Nr. 61 / Costante Neri (100 BRT), Nr. 164 / Rosa Madre (39 BRT) und V 131 / Amigola Maria C. (65 BRT) mit dem Bordgeschütz. Am 21. Juli wurde der deutsche Transporter Oriani (2320 BRT) acht Seemeilen westnordwestlich von Elba versenkt.
Am 28. August 1943 torpedierte und versenkte die Sickle östlich von Korsika bei 42° 24′ N, 9° 41′ O das deutsche Geleitfahrzeug SG 10 / Felix Henri (2526 BRT).
Am 1. Oktober 1943 wurde vor Portoferraio (Elba) der deutsche Hilfs-U-Jäger UJ 2210 erfolglos mit drei Torpedos angegriffen. Am 18. November versenkte die Sickle vor der griechischen Insel Leros ein griechisches Kaik (Segelschiff). Am folgenden Tag wurde vor Monemvasia (Griechenland) das italienische Handelsschiff Giovanni Boccaccio (3160 BRT) erfolgreich torpediert.
Am 25. November 1943 versenkte die Sickle vor der griechischen Insel Milos bei 37° 22′ N, 24° 15′ O zwei Segelschiffe. Am 26. Dezember wurden vor Mykonos zwei weitere griechische Segelschiffe versenkt.
Am 8. Mai 1944 versenkte das U-Boot in der Doropassage zwischen den griechischen Inseln Andros und Euböa drei Segelschiffe. Am 12. Mai folgte vor der griechischen Insel Dia ein weiteres Segelschiff. Am 14. Mai meldete die Sickle die Versenkung eines Segelschiffs nördlich von Rethymno (Kreta) bei 36° 0′ N, 24° 20′ O.
Am 6. Juni 1944 griff das U-Boot in der Ägäis zwischen den griechischen Inseln Andros und Skyros bei 38° 24′ N, 24° 35′ O den deutschen Frachter Reaumur (549 BRT) mit dem Deckgeschütz an und versenkte ihn.
Die Sickle und die gesamte Besatzung werden seit dem 18. Juni 1944 vermisst. Vermutlich lief das U-Boot im Kanal von Andikythira auf eine Seemine.